# A Situação da Classe Trabalhadora na Inglaterra

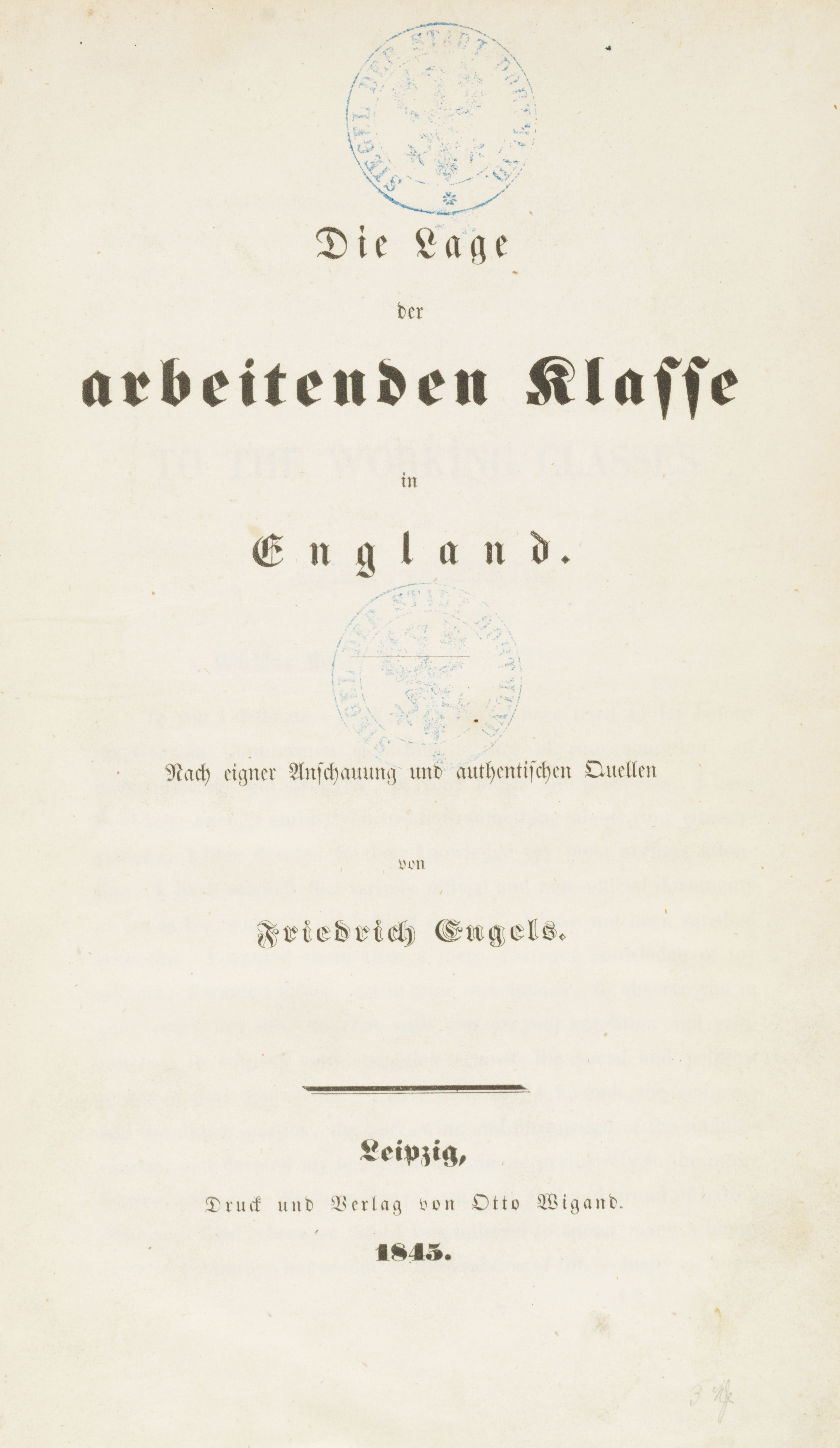
Capa de Die Lage der arbeitenden Klasse in England. Leipzig, 1845.

A Situação da Classe Trabalhadora na Inglaterra é um dos livros mais conhecidos de Friedrich Engels. Originalmente escrito em alemão (Die Lage der Arbeitenden Klasse in England), é um estudo das condições de vida dos trabalhadores na Inglaterra vitoriana. O livro é considerado como um relato clássico da condição dos trabalhadores na indústria. Originalmente destinado ao público alemão, foi publicado pela primeira vez em 1845.
A obra foi traduzida para o inglês, em 1885, pela reformista americana Florence Kelley (ou Florence Kelley Wischnewetzky). Com a autorização de Engels, foi publicada em Nova York (1887) e em Londres (1891). A edição inglesa ganhou um novo prefácio do autor, em 1892.
Foi o primeiro livro de Engels, tendo sido escrito entre 1842 e 1844, durante sua estada em Manchester, que era então o coração da Revolução Industrial. Engels compôs o livro, a partir de suas próprias observações e de relatos detalhados que obteve na época. O resultado foi um impressionante documento sobre a condição de penúria em que viviam os trabalhadores, nas áreas industriais da Inglaterra. Engels registra, por exemplo, que a mortalidade por doenças, bem como a mortalidade entre os trabalhadores, era mais alta nas cidades industriais do que no campo. Em cidades como Manchester e Liverpool, a mortalidade por varíola, sarampo, escarlatina e coqueluche era quatro vezes maior do que nas áreas rurais vizinhas, e a mortalidade por convulsões era dez vezes maior do que no campo. Além disso, a taxa de mortalidade geral em Manchester e Liverpool era significativamente mais elevada do que a média nacional. Um exemplo interessante refere-se à evolução das taxas de mortalidade geral na cidade industrial de Carlisle. Antes da introdução dos moinhos (1779-1787), 4.408 em 10.000 crianças morriam nos primeiros cinco anos de vida. Após a introdução dos moinhos, o número aumentou para 4.738. Da mesma forma, antes da introdução dos moinhos, 1.006 em cada 10.000 adultos morriam antes de completar 39 anos. Depois da introdução dos moinhos, a mortalidade passou para 1.261 em cada 10.000.

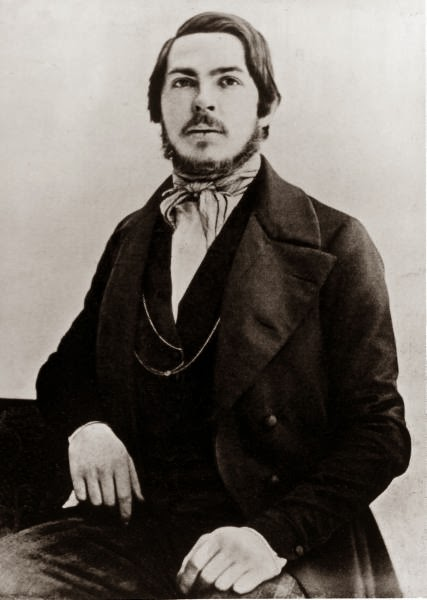
O jovem Engels, nos anos 1840.

Filho mais velho de um próspero industrial do ramo têxtil, Engels envolveu-se com o jornalismo radical, ainda adolescente. Mandado para a Inglaterra, tornou-se ainda mais radical depois de tudo o que viu. Nessa época, foi estabelecida a sua parceria com Marx, que duraria toda a sua vida.

## Excertos

### Prefácio à edição alemã de 1845
A condição da classe trabalhadora é a base real e o ponto de partida de todos os movimentos sociais da atualidade, porque é o ponto mais alto e mais evidente da miséria social existente nos nossos dias. O comunista da classe trabalhadora alemã e francesa é seu produto direto; o fourierismo e o socialismo inglês, assim como o comunismo da burguesia educada alemã, são seus produtos indiretos. Um conhecimento das condições do proletariado é absolutamente necessário para permitir uma base sólida para as teorias socialistas, de um lado, e pelos julgamentos sobre seu direito de existir, por outro; e para colocar um fim em todos os sonhos sentimentais e fantasias pro e contra. Mas as condições do proletariado existem na sua forma clássica, em sua perfeição, somente no Império Britânico, particularmente na Inglaterra. Ademais, só na Inglaterra o material necessário tem sido tão completamente obtido e registrado por investigações como é essenvial para qualquer apresentação minimamente exaustiva do assunto.
Nós, alemães, mais do que ninguém precisamos de um conhecimento sobre os fatos relativos a esta questão. E, embora as condições de existência do proletariado da Alemanha não tenham assumido a forma clássica que têm na Inglaterra, temos, porém, no fundo, a mesma ordem social, que mais cedo ou mais tarde deve necessariamente atingir o mesmo grau de gravidade que já atingiu por todo o Mar do Norte, a menos que a inteligência da nação provoque a tempo a adopção de medidas que irão proporcionar uma nova base para todo o sistema social. As causas profundas, cujos efeitos na Inglaterra foram a miséria e a opressão do proletariado, existem também na Alemanha e a longo prazo devem engendrar os mesmos resultados.

### Prefácio à edição inglesa de 1892
O autor, na época, era jovem, com vinte e quatro anos de idade, e sua produção tinha a marca de sua juventude com seus erros e acertos, dos quais ele não se envergonha... O estado de coisas descrito neste livro pertence hoje, em vários aspectos, ao passado, no que diz respeito à Inglaterra.Embora não seja expressamente declarado em nossos tratados reconhecidos, ainda é uma lei da Economia Política moderna que quanto maior a escala em que opera a produção capitalista, menos ela pode suportar os pequenos expedientes de burla e furto que caracterizam seus estágios iniciais...
Novamente, as ocorrências repetidas de cólera, tifo, varíola e outras epidemias mostraram ao burguês britânico a necessidade urgente de saneamento de suas cidades e vilas, se ele quiser livrar-se a si próprio e à sua família de entrar para o rol das vítimas dessas doenças. Consequentemente, os mais gritantes abusos descritos neste livro, desapareceram ou se tornaram menos perceptíveis...
Mas enquanto a Inglaterra já superou o estágio juvenil da exploração capitalista descrito por mim, outros países só agora o atingiram. França, Alemanha e especialmente a América, são os grandes competidores, que, neste momento - como previsto por mim em 1844 - estão cada vez mais quebrando o monopólio industrial da Inglaterra. Seus industriais são jovens, em comparação com os da Inglaterra, mas estão crescendo muito mais rapidamente do que os ingleses e, curiosamente, neste momento chegaram aproximadamente à mesma fase de desenvolvimento que a manufatura inglesa se encontrava em 1844. Com relação à América, o paralelo é ainda mais nítido. É verdade que o ambiente em que a classe operária se encontra na América é muito diferente, mas as mesmas leis econômicas estão funcionando, e os resultados, se não idênticos em todos os aspectos, devem ser da mesma ordem. Assim, encontramos na América as mesmas lutas por uma jornada de trabalho mais curta, por uma limitação legal do horário de trabalho, especialmente para mulheres e crianças nas fábricas; encontramos o truck-system em plena vigência, e o sistema cottage, em distritos rurais, utilizado pelos "patrões" como um meio de dominação sobre os trabalhadores ...
Será desnecessário referir que o ponto de vista teórico geral - filosófico, econômico, político - deste livro não coincide exatamente com o meu ponto de vista atual. O socialismo internacional moderno, totalmente desenvolvido como ciência, principalmente e quase exclusivamente pelos esforços de Marx, ainda não existia em 1844. Meu livro representa uma das fases do seu desenvolvimento embrionário; e, como o embrião humano em seus estágios iniciais ainda reproduz o arcos branquiais de nossos ancestrais peixes, da mesma forma este livro mostra, por toda parte, as marcas da origem do socialismo moderno, a partir de um dos seus ancestrais, a filosofia alemã.